# Openluchttheater Valkenburg
Het Openluchttheater Valkenburg is een openluchttheater in Valkenburg in de Nederlands-Limburgse gemeente Valkenburg aan de Geul. Het theater uit 1916 is een ontwerp van Pierre Cuypers.

## Ligging
Het openluchttheater ligt in het Rotspark op de bosrijke noordhelling van de Cauberg. De locatie van het theater is gesitueerd op de plaats van een natuurlijke rotsformatie, die in de volksmond De Heksenkeuken werd genoemd. Men geloofde onder andere dat hier de Bokkenrijders bij elkaar kwamen voordat zij hun rooftochten begonnen. De ingang van het theater bevindt zich aan de Plenkertstraat, waar zich tevens een mergelstenen kassahuisje bevindt. Ten zuidwesten van het theater ligt het Polferbos. Ten oosten van het theater staat de Villa Rozenheuvel met achter de villa de Groeve achter Villa Rozenheuvel.

## Geschiedenis
Het idee voor een Valkenburgs openluchttheater kwam van de gebroeders Diepen, telgen uit een Tilburgse familie van textielfabrikanten, die in Valkenburg enkele huizen bezaten. Tijdens een reis naar Oostenrijk was Jan Diepen geïnspireerd geraakt door de openluchttheaters aldaar. De Diepens, en anderen met hun, vonden dat zo'n theater paste in de toeristische ontwikkeling van Valkenburg. De familie bezat vlak bij hun twee villa's aan de Plenkertstraat een terrein dat voor dit doel gebruikt kon worden. 
In 1915 werd aan de bekende architect Pierre Cuypers gevraagd de supervisie op zich te nemen van het in het Rotspark te realiseren openluchttheater. Cuypers had enige jaren in Valkenburg gewoond en er onder andere de parochiekerk van de H.H. Nicolaas en Barbara gerestaureerd en uitgebreid, en er het kurhotel Huis Ter Geul (thans Parkhotel Rooding) gebouwd. Eveneens in opdracht van de gebroeders Diepen had hij, vlak bij het openluchttheater, de Romeinse Katakomben ontworpen.
Bij de uitwerking van het plan had ook de bevriende acteur Vincent Berghegge veel invloed. In 1916 werd het ontwerp van Cuypers uitgevoerd door in de rotswand een schelpvormige ruimte uit te houwen, waarin een tribune werd gebouwd voor 1200 toeschouwers. Als toneel deed de natuurlijke rotsformatie De Heksenkeuken dienst, die daartoe enigszins werd aangepast. Op 6 juni 1916 vond de eerste voorstelling plaats.
In de jaren 1950 en 60, tijdens de hoogtijdagen van het Valkenburgs massatoerisme, beleefde ook het theater zijn glorietijd. In sommige seizoenen werden 80.000 bezoekers gehaald. Vanaf eind jaren 60 liepen de bezoekersaantallen terug. Medio jaren 70 moest het theater sluiten.
In 1983 werd er begonnen met een grootscheepse restauratie en vanaf 1985 konden er weer voorstellingen worden gegeven. Het theater wordt thans gebruikt voor een breed scala aan uitvoeringen: toneelstukken, kindervoorstellingen, cabaretvoorstellingen, opera's, operettes en musicals, klassieke concerten, pop- en jazzconcerten, en diverse andere disciplines.
Vanaf 2008 trekt het theater weer meer bezoekers en zijn veel voorstellingen drukbezocht of uitverkocht.
In 2016 vierde het theater zijn centennium. Het podium is thans voorzien van een overkapping in de vorm van een bladerdak en het kleine grottheater is met een glazen wand afgeschermd. Hierdoor is er een langer theaterseizoen mogelijk en is men minder afhankelijk van de weersomstandigheden.

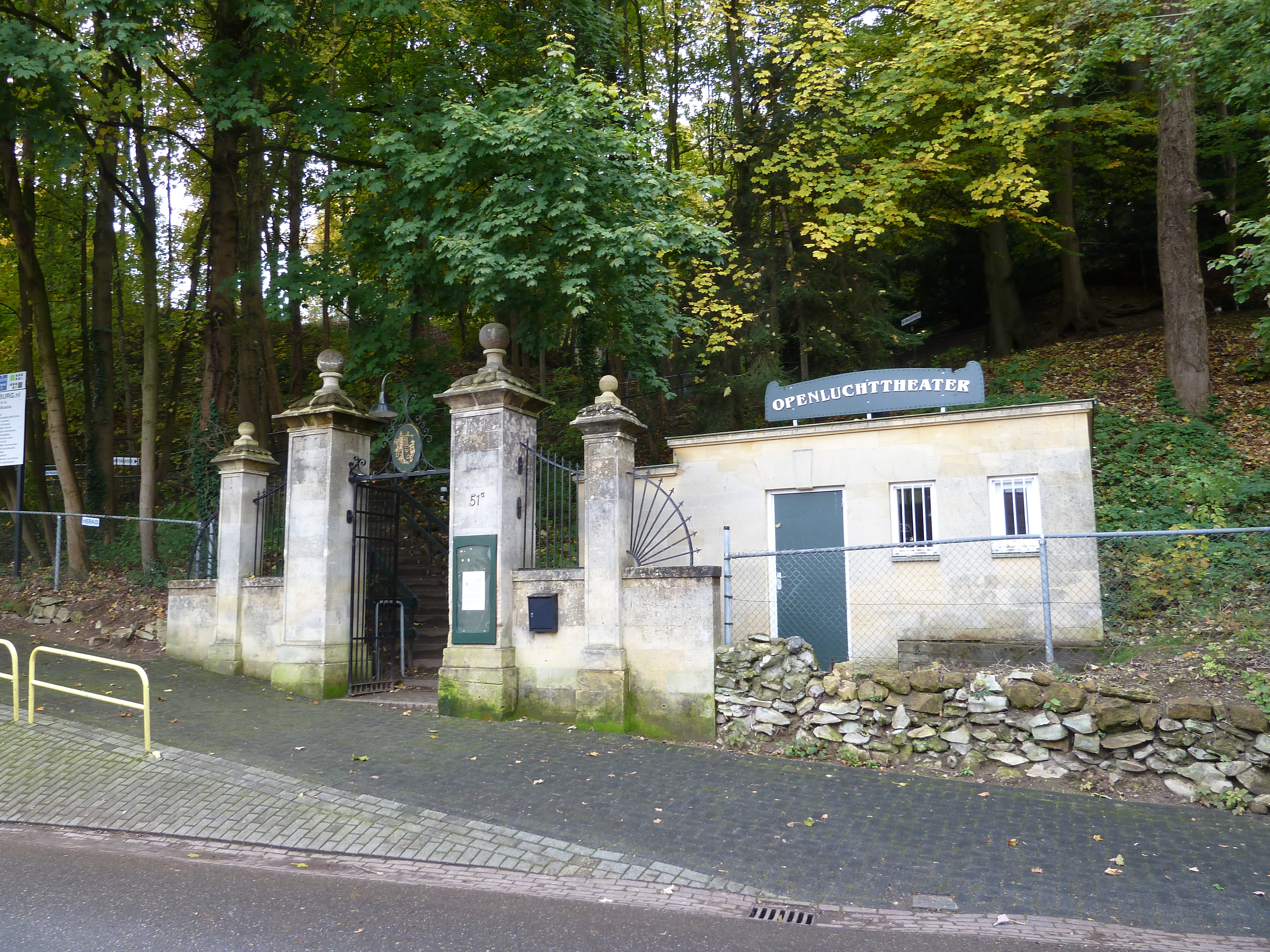
Ingang Plenkertstraat
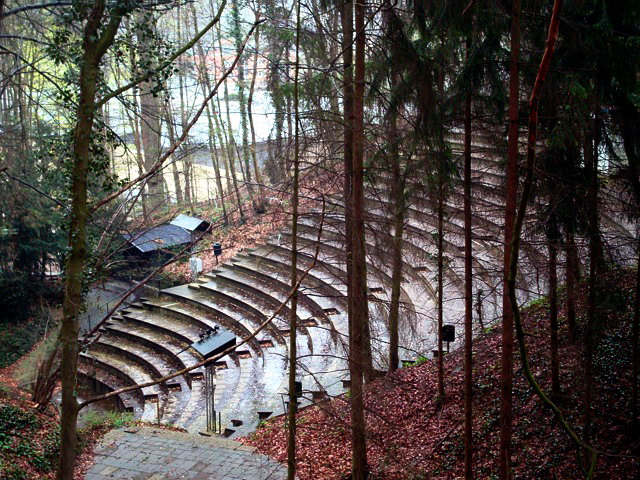
Tribunes
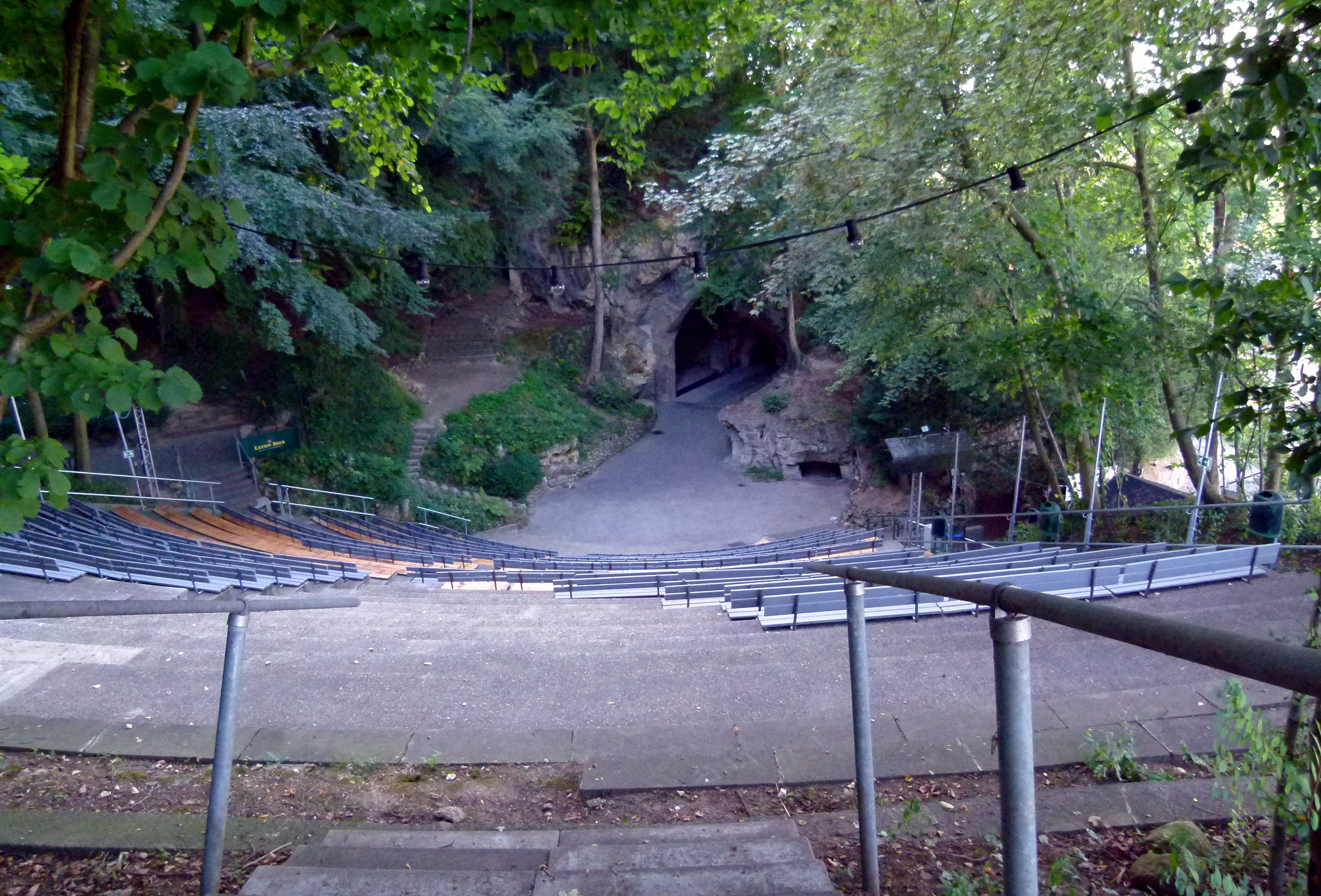
Van boven gezien
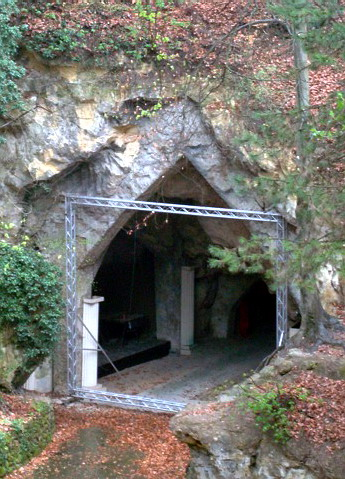
Podium en grottheater
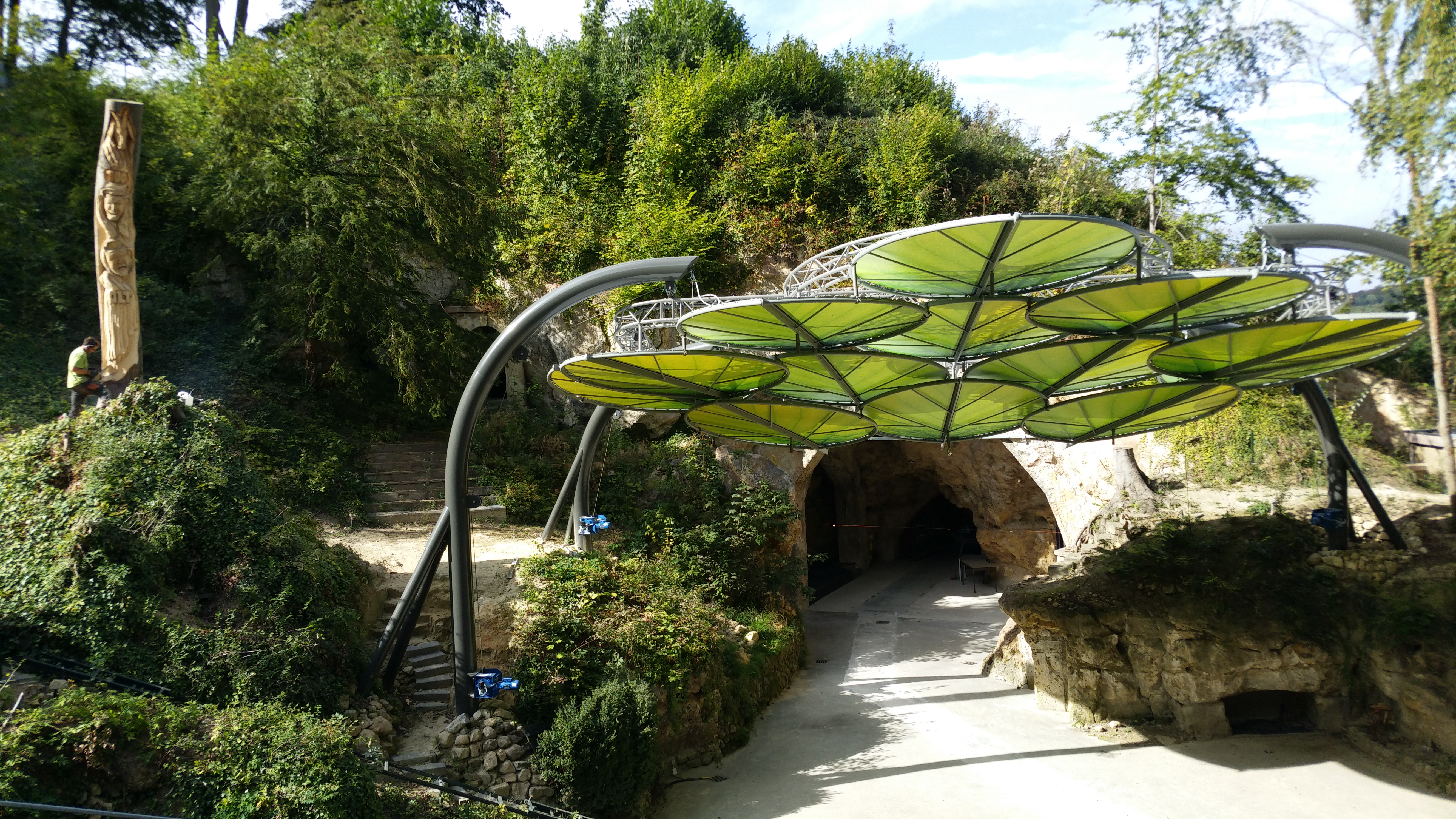
Met overkapping, 2016
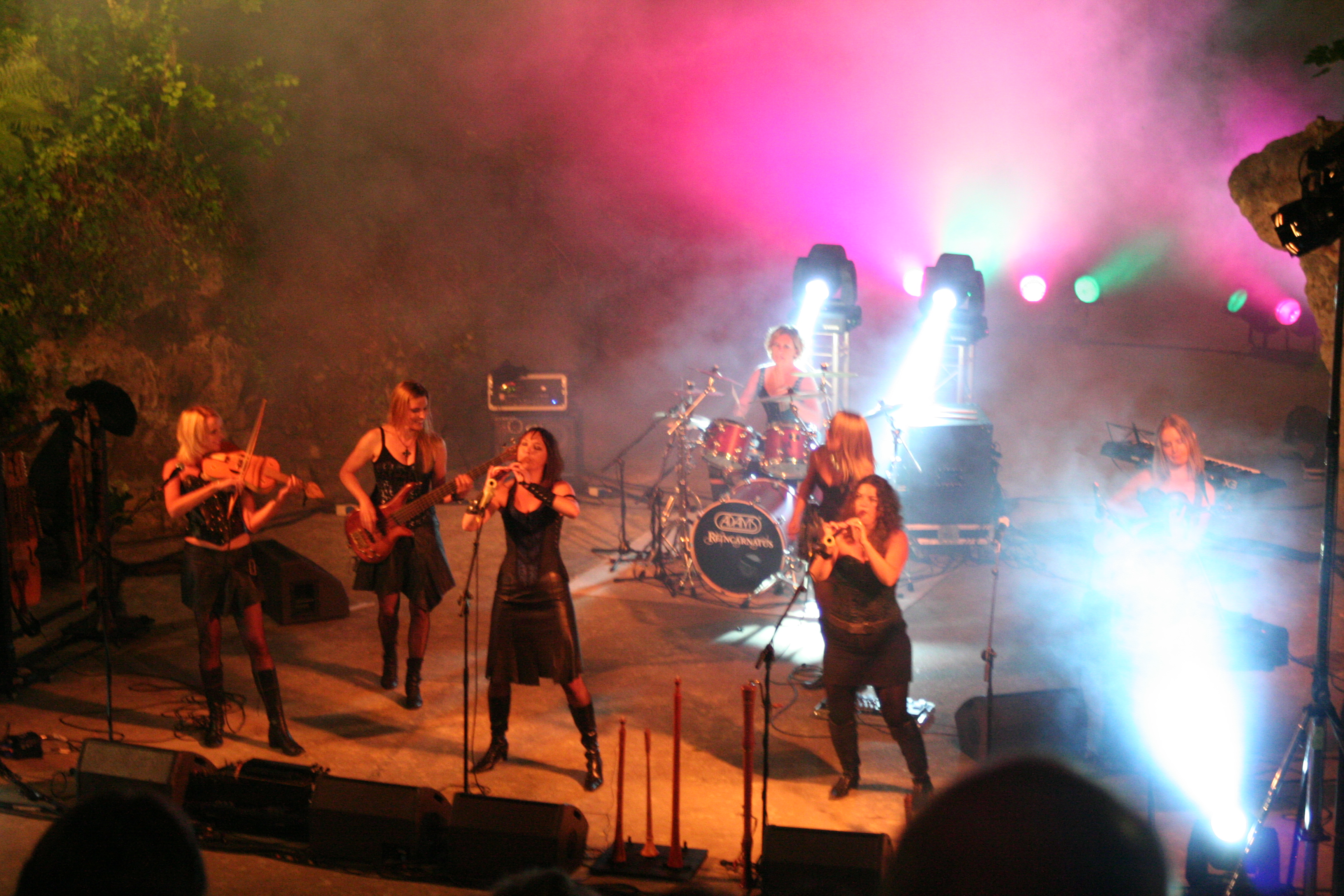
Popconcert 2009
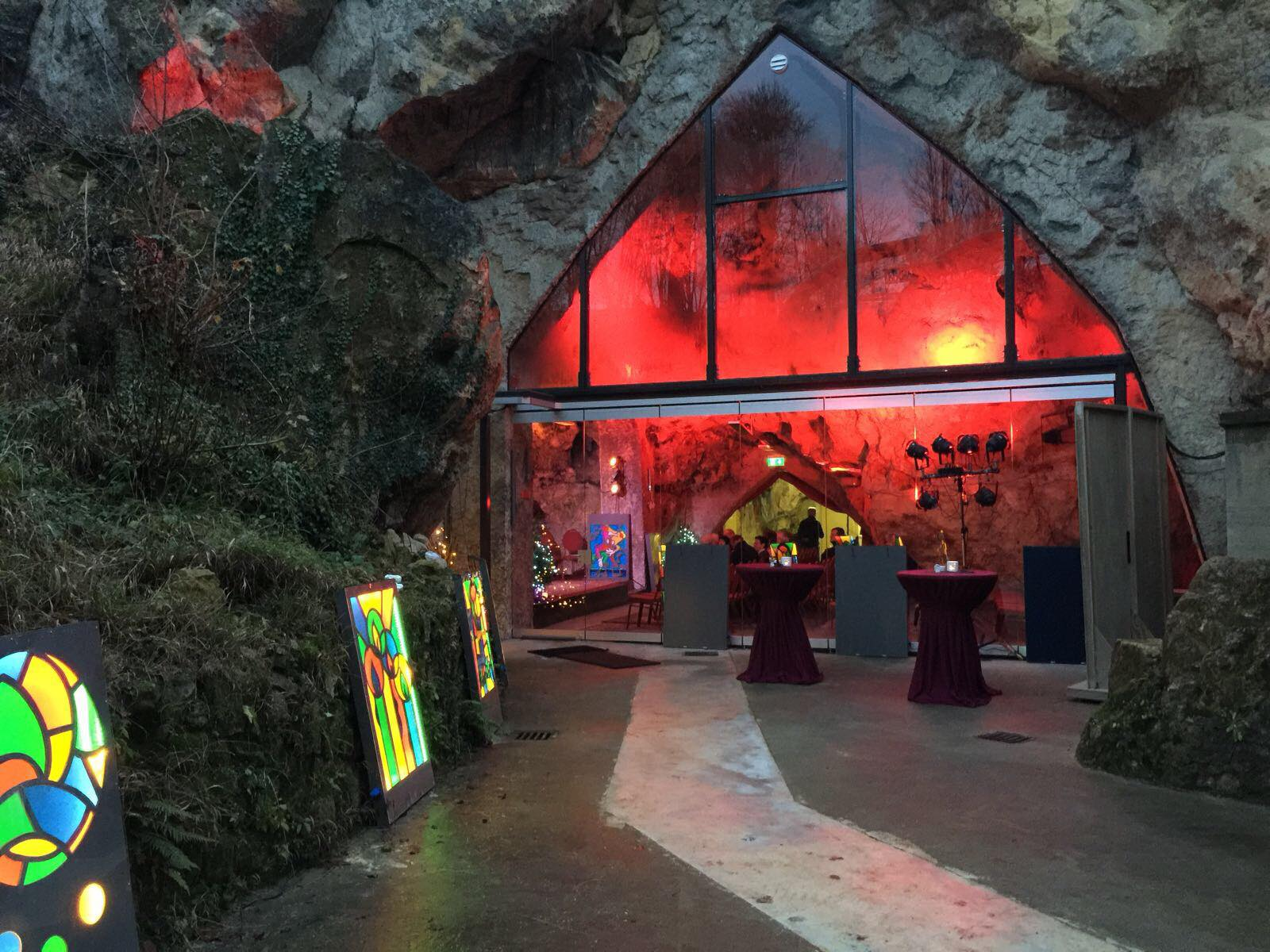
Met glazen wand, 2016